# عثمان بن علي السرقوسي
أبو عمر عثمان بن علي السرقوسي الصقلي الخزرجي (؟ - ؟) لغوي ونحوي عربي في القرن الخامس الهجري. ولد في سرقوسة ونشأت بها وغادرها متجهاً إلى مصر بعد 1071 م وتلمذ عند ابن الفحام الصقلي. وكانت له في جامع مصر حلفة للإقراء. وله تآليف في القراءات والنحو والعروض منهم الحاشية على كتاب الإيضاح ومختصر عمدة ابن رشيق وله شعر.

## سيرته
هو عثمان بن علي بن عمر السرقوسي الصقلي، تاريخ ميلاده ووفاته غير معلوم وهو من أعلام القرن الخامس الهجري. قرأ القرآن على ابن الفحام و ابن بليمة وغيرهما. وله تآليف في القراءات والنحو والعروض. وكانت له في جامع مصر حلفة للإقراء وانتفع به طلبة ونقلوا كلامه وكتبوا تصافينه. غادر صقلية بعد اضطراب أحوالها في أثناء الحكم النُّورماني. 

```
ذكره ياقوت الحموي في ترجمتين منفصلتين، «ويتَّضح من التَّرجمتين أنَّهما له».
[
3
]
```

توفي في القاهرة.

## آثاره
- الحاشية، على كتاب الإيضاح
- مختصر عمدة ابن رشيق
- المختصر في القوافي
- مخارج الحروف
- شرح الإيضاح للقزوينيِّ

وله شعر.